# Municipio de McCracken
El municipio de McCracken (en inglés: McCracken Township) es un municipio ubicado en el condado de Christian en el estado estadounidense de Misuri. En el año 2010 tenía una población de 2121 habitantes y una densidad poblacional de 42,05 personas por km².

## Geografía
El municipio de McCracken se encuentra ubicado en las coordenadas 36°59′52″N 93°8′41″O / 36.99778, -93.14472. Según la Oficina del Censo de los Estados Unidos, el municipio tiene una superficie total de 50.44 km², de la cual 50,28 km² corresponden a tierra firme y (0,32 %) 0,16 km² es agua.

## Demografía
Según el censo de 2010, había 2121 personas residiendo en el municipio de McCracken. La densidad de población era de 42,05 hab./km². De los 2121 habitantes, el municipio de McCracken estaba compuesto por el 96,94 % blancos, el 0,28 % eran afroamericanos, el 0,71 % eran amerindios, el 0,05 % eran asiáticos, el 0,38 % eran de otras razas y el 1,65 % eran de una mezcla de razas. Del total de la población el 2,07 % eran hispanos o latinos de cualquier raza.